# Teohootepohatu
Dieser Artikel wurde wegen inhaltlicher Mängel auf der Qualitätssicherungsseite des Portals Geowissenschaften eingetragen. Dies geschieht, um die Qualität der Artikel im Themengebiet Geowissenschaften zu steigern. Bitte hilf mit, die Mängel zu beseitigen, oder beteilige dich an der Diskussion. (+)

Begründung: Vielleicht kann hier jemand ein paar nähere Angaben beisteuern, beispielsweise Größe der Insel, höchster Punkt, Fauna, Flora etc. --Wikinger08 (Diskussion) 08:03, 12. Sep. 2016 (CEST)
Teohootepohatu ist eine kleine unbewohnte Koralleninsel gut 140 Meter nordöstlich der vulkanischen Insel Akamaru innerhalb des Riffs der Gambierinseln in Französisch-Polynesien. Sie ist etwa 77 Meter lang in ost-westlicher Richtung, und bis zu 27 Meter breit, bei einer Flächenausdehnung von rund 0,14 Hektar.